# Dicasterio para el Clero
El Dicasterio para el Clero (Dicasterium pro Clericis), anteriormente denominado Congregación para el Clero, es un dicasterio de la Curia romana responsable de supervisar los asuntos relacionados con los sacerdotes y diáconos que no pertenecen a una orden religiosa y de los seminarios. 
En la actualidad, el prefecto es Lazzaro You Heung-Sik, el secretario es el Mons. Andrés Gabriel Ferrada Moreira, el subsecretario es Simone Renna, el secretario de los seminarios es el Mons. Jorge Carlos Patrón Wong y el prefecto emérito Mauro Piacenza.
El Dicasterio para el Clero tiene sus orígenes en la "Sacra Congregatio Cardinalium Concilii Tridentini interpretum" instituida por el Papa Pío IV en la constitución apostólica Alias Nos el 2 de agosto de 1564. La Congregación estuvo encargada de las reformas a que se llamó en el Concilio de Trento. Desde entonces fue conocida como Sagrada Congregación del Concilio, hasta la constitución apostólica del Papa Pablo VI Regimini Ecclesiae universae de 1967.
El 19 de marzo de 2022, el papa Francisco publica la constitución apostólica Praedicate evangelium por la que la Congregación se convierte en Dicasterio.

## Composición
- Prefecto: Vacante
- Secretario: Andrés Gabriel Ferrada Moreira
- Subsecretario: Simone Renna
- Miembros:
  - Mons. Alejandro Arellano Cedillo
  - Mons. Branislav Koppal
  - Rvdo. Riccardo Battocchio
  - Hubertus Blaumeiser
  - Anthony R. Brausch
  - Francisco Javier Insa Gómez
  - Emilio Lavaniegos González
  - Raffaele Ponticelli
  - Stefan Ulz; Dario Vitali
  - Rvdo. Fabio Ciardi, O.M.I.
  - Fernando Domingues, M.C.C.J.
  - Hugh Lagan, S.M.A.
  - Hna. Lidia Ramona González Rodríguez
  - Dr. Berardino Guarino e Chiara D’Urbano
  - Prof. Rosalba Erminia Paola Manes

## Prefectos de la Congregación

### Como Congregación para el Concilio
- Francesco Alciati (Septiembre 1565-20 de abril de 1580)
- Orazio Lancellotti (1616-9 de diciembre de 1620)
- Roberto Ubaldini (Ene 1621-22 de mayo de 1623)
- Cosimo de Torres (22 de mayo de 1623-1626)
- Fabrizio Verospi (1627-27 Jan 1639)
- Giovanni Battista Pamphilj (1639-15 de septiembre de 1644)
- Francesco Paolucci (9 de abril de 1657-9 de julio de 1661)
- Giulio Cesare Sacchetti (28 de julio de 1661-28 de junio de 1663)
- Angelo Celsi (1664-6 de noviembre de 1671)
- Pietro Francesco Orsini de Gravina, O.P. (4 de enero de 1673-28 de enero de 1675)
- Federico Baldeschi Colonna (4 de mayo de 1675-4 de octubre de 1691)
- Galeazzo Marescotti (10 de mayo de 1692-dic 1695)
- Bandino Panciatici (4 de diciembre de 1700-21 de abril de 1718)
- Antonio Saverio Gentili (Oct 1736-13 Mar 1753)
- Giuseppe Spinelli (Jul 1756-ene 1757)
- Giovanni Giacomo Millo (16 de diciembre de 1756-16 de noviembre de 1757)
- Clemente Argenvilliers (dic 1757-23 Dec 1758)
- Ferdinando Maria de Rossi (28 de septiembre de 1759-4 de febrero de 1775)
- Carlo Vittorio Amedeo delle Lanze (22 Mar 1775-25 Jan 1784)
- Guglielmo Pallotta (1 de julio de 1785-21 de septiembre de 1795)
- Giulio Gabrielli (26 de julio de 1814-9 de mayo de 1820)
- Emmanuele de Gregorio (6 de mayo de 1820-11 de diciembre de 1834)
- Vincenzo Macchi (11 de diciembre de 1834-14 de diciembre de 1840)
- Paolo Polidori (15 de septiembre de 1841-23 de abril de 1847)
- Pietro Ostini (2 de mayo de 1847-4 Mar 1849†)
- Angelo Mai (1851-27 de junio de 1853)
- Antonio Maria Cagiano de Azevedo (27 de junio de 1853-26 de septiembre de 1860)
- Prospero Caterini (26 de septiembre de 1860-28 de octubre de 1881)
- Lorenzo Nina (7 de noviembre de 1881-25 de julio de 1885)
- Luigi Serafini (31 de julio de 1885-19 de junio de 1893)
- Angelo Di Pietro (20 de junio de 1893-1902)
- Vincenzo Vannutelli (28 de julio de 1902-1908)
- Casimiro Gennari (20 de octubre de 1908-31 de enero de 1914)
- Francesco di Paola Cassetta (10 de febrero de 1914-23 Mar 1919)
- Donato Raffaele Sbarretti Tazza (28 de marzo de 1919-4 de julio de 1930)
- Giulio Serafini (4 de julio de 1930-16 de julio de 1938)
- Luigi Maglione (22 de julio de 1938-10 de marzo de 1939)
- Francesco Marmaggi (14 de marzo de 1939-3 de noviembre de 1949)
- Giuseppe Bruno (16 de noviembre de 1949-20 de marzo de 1954)
- Pietro Ciriaci (20 de marzo de 1954-30 de diciembre de 1966)

### Como Congregación para el Clero
- Jean-Marie Villot (7 de abril de 1967-2 de mayo de 1969)
- John Joseph Wright (23 de abril de 1969-10 de agosto de 1979)
- Silvio Angelo Pio Oddi (29 de septiembre de 1979-9 de enero de 1986)
- Antonio Innocenti (9 Jan 1986-1 de julio de 1991)
- José Tomás Sánchez 1 de julio de 1991-15 de junio de 1996)
- Darío Castrillón Hoyos (15 de junio de 1996-31 de octubre de 2006)
- Cláudio Aury Affonso Hummes (Cláudio Hummes), O.F.M. (31 de octubre de 2006-7 de octubre de 2010)
- Mauro Piacenza (7 de octubre de 2010-21 de septiembre de 2013)
- Beniamino Stella (21 de septiembre de 2013-11 de junio de 2021)
- Lazzaro You Heung-Sik (11 de junio de 2021-actualidad )